# Pteroceras viridiflorum
Pteroceras viridiflorum là một loài thực vật có hoa trong họ Lan. Loài này được (Thwaites) Holttum miêu tả khoa học đầu tiên năm 1960.